# Abraham Speijer
Abraham Speijer (* 19. November 1873 in Amsterdam; † 5. September 1956 ebenda) war ein niederländischer Schachmeister.
Speijer zählte zu Beginn des 20. Jahrhunderts zu den besten Schachspielern in den Niederlanden. Er nahm in dieser Zeit an einer Reihe bedeutender internationaler Turniere teil, u. a. in Hilversum 1903, wo Speijer Vierter wurde, in Sankt Petersburg 1909, Hamburg 1910, Scheveningen 1913. 1908 verlor er in Amsterdam einen Kurzwettkampf gegen den damaligen Weltmeister Emanuel Lasker mit 0,5-2,5. 
Speijer gewann 1909 in Leiden gemeinsam mit Adolf Olland die erstmals ausgetragene niederländische Landesmeisterschaft mit 5 Punkten aus 8 Partien, doch wurde Olland zum Champion erklärt, da er in der direkten Begegnung Speijer besiegt hatte. Speijer trat seit Mitte der 1920er Jahre schachlich nicht mehr in Erscheinung.